# Topolivka, Dîkanka
Topolivka (în ucraineană Тополівка) este un sat în comuna Ordanivka din raionul Dîkanka, regiunea Poltava, Ucraina.

## Demografie
Componența lingvistică a localității Topolivka
     Ucraineană (100%)
Conform recensământului din 2001, toată populația localității Topolivka era vorbitoare de ucraineană (100%).